# منتخب النمسا لدوري الرغبي
منتخب النمسا لدوري الرغبي هو ممثل النمسا الرسمي في المنافسات الدولية في دوري الرغبي .